# Mariam Irene Tazi-Preve
Mariam Irene Tazi-Preve (* 29. Januar 1961 in Innsbruck) ist eine österreichische Politikwissenschaftlerin und Autorin.

## Leben
Tazi-Preve studierte Politikwissenschaft/Geschlechterforschung und Romanistik an der Universität Innsbruck und absolvierte ihr Doktoratsstudium in Politikwissenschaft ebenfalls dort. Ihre Forschungsarbeit und Lehre erfolgte 1993–2013 in Wien an der Akademie der Wissenschaften, dem Ludwig Boltzmann Institut und der Universität Wien. Sie unterrichtete an verschiedenen Universitäten und Fachhochschulen in Österreich, Deutschland und den Vereinigten Staaten und ist derzeit Adjunct Professor an der University of Central Florida.
Als (Co-)Autorin oder Herausgeberin veröffentlichte Mariam Irene Tazi-Preve sieben Bücher, darunter Mutterschaft im Patriarchat (2004), Väter im Abseits (2007) und Familienpolitik: nationale und internationale Perspektiven (2009). Im Frühjahr 2017 erschien ihr Buch Das Versagen der Kleinfamilie: Kapitalismus, Liebe und der Staat.
Mit Motherhood in Patriarchy erschien 2013 auch eines ihrer Bücher für den englischsprachigen Markt.
Neben Büchern veröffentlicht Tazi-Preve wissenschaftliche Artikel, hält Vorträge in Europa und Nordamerika und ist Mitbegründerin der Online-Zeitschrift Bumerang. Zeitschrift für Patriarchatskritik.
Sie hat einen Sohn und lebt in den USA und Österreich.

## Werke
- als Koautorin: Bevölkerung in Österreich: Demographische Trends, politische Rahmenbedingungen, entwicklungspolitische Aspekte. ÖAW, 1999, ISBN 3-7001-2843-6.
- Mutterschaft im Patriarchat Peter Lang, 2004, ISBN 978-3-631-50358-4.
- als Koautorin: Väter im Abseits. Verlag für Sozialwissenschaften, 2007, ISBN 978-3-8350-5469-1.
- als Koautorin: Drei Generationen – eine Familie: Austauschbeziehungen zwischen den Generationen aus Sicht der Großeltern und das Altersbild in der Politik. Studienverlag, Innsbruck-Wien-Bozen 2008, ISBN 978-3-7065-4681-2.
- als Herausgeberin: Familienpolitik Nationale und internationale Perspektiven. Barbara Budrich, Leverkusen 2009, ISBN 978-3-940755-45-2.
- als Koautorin: Ich bin jung, ich muss noch viel machen. Barbara Budrich, Leverkusen 2012, ISBN 978-3-86388-013-2.
- Motherhood in Patriarchy. Barbara Budrich, Leverkusen 2013, ISBN 978-3-8474-0048-6.
- Das Versagen der Kleinfamilie: Kapitalismus, Liebe und der Staat. 2., durchgesehene Auflage. Barbara Budrich, Leverkusen 2018, ISBN 978-3-8474-2196-2 (Besprechung auf Literaturkritik.de 2019).